# Строителство Имоти
Вестник „Строителство имоти“ в Пловдив е сред най-старите отраслови издания в България и определено най-дълголетното от всички, създадени след 1989 г.
Започва да излиза през 1992 г. на 8 черно-бели страници формат А3. 2 години по-късно удвоява обема си и до 2002 г. излиза на 16 черно-бели страници.
От тази година вестникът преминава на цветен печат и добавя нови 8 страници към обема си. До 2006 г. вестникът запазва регионалния си характер и е издание за архитектурно-строителната колегия в Пловдив. От тази година се отварят кореспондентски пунктове в София, Варна, Бургас, Благоевград, Видин, Монтана и Плевен и по страниците навлиза национална проблематика. Като отделен 4-страничен раздел се обособява рубриката „Имоти“.
Вестникът запазва тези си характеристики и днес.
От второто полугодие на 2010 г. вестникът се отпечатва на ролна машина върху 24 пълноцветни страници. Това позволи рязко увеличаване на тиража и разпространението му.
„Строителство имоти“ се получава и чете във всички държавни институции с отношение към проектантско-инвестиционния процес и всички областни управи. Абонати са му кметовете, заместниците им по строителството, главните архитекти и отделите „ТСУ“ на всички общини. Постоянни получатели са му браншовите съюзи и камари, стопанските и индустриалните структури. Над 600 строителни фирми и още толкова проектанти и инженери са негови абонати. Вестникът се разпространява в големите строителни хипермаркети в страната.
„Строителство имоти“ е официален медиен партньор на Камарата на архитектите в България и Националното сдружение за недвижими имоти. Бил е медиен партньор на редица значими събития в бранша и специализирани изложения като варненското „Трите ключа“, изложба „Градът“ в пловдивския панаир, последния панаирен „Стройтех 2010“.
От 1998 г. вестникът издава годишен „Справочник на проектанта и строителя“. Изданието се обновява всяка година. То съдържа рекламна и информационна част, включваща предмета на дейност и координатите на фирми от областта на строителството в цялата страна, систематизирани и подредени по браншове, както и актуални връзки към институциите, организациите и сдруженията, свързани със строителния процес.

## Online издание
„Строителство имоти“ е сред първите вестници в страната, които са експонирани в интернет – още през 1998 г. От 2007 г. е сайтът му www.stroitelstvoimoti.bg. На него се представя най-новият брой, в рубриката „Бюлетин“ се публикуват оперативни новини, свързани с отрасъла и икономиката. От сайта има връзки към всички основни държавни и стопански институции, отрасловите съюзи, камари и асоциации. В рубриката „Имоти“ са публикувани над 300 актуални обяви, които се обновяват всеки ден. Съществува и „Справочник“ с каталожни данни за целия отрасъл.
„Строителство имоти“ е и със свой профил във Фейсбук.

## Годишни награди
От 1997 г. вестникът раздава годишни награди „Архитект на .... година“, „Конструктор на .... година“ и „Строител на .... година“. Кандидатстват осъществени проекти от цялата страна, които се оценяват от национално жури, в което са представени всички значими за отрасъла институции. То определя призьорите с тайно гласуване, чиито резултати се огласяват на традиционно тържество в Гранд хотел „Пловдив“.